# Аш-Шихри, Саид Али
Саид Али Джабар Аш-Шихри (12 сентября 1973 — 17 июля 2013) — йеменский террорист, заместитель лидера йеменской ячейки «Аль-Каиды».

## Биография
Родился 12 сентября 1973 года в Саудовской Аравии.
В 2009 году принимал участие в организации неудавшегося покушения на министра внутренних дел Саудовской Аравии — принца Мухаммада бен Найефа.
Входил в список самых разыскиваемых террористов Саудовской Аравии (в списке из 85 террористов значился под номером 36), был узником тюрьмы Гуантанамо. 17 июля 2013 года был убит в результате удара беспилотника. Похоронен в Йемене.